# Cal Palau (Sanaüja)
Cal Palau és una obra del municipi de Sanaüja (Segarra) inclosa en l'Inventari del Patrimoni Arquitectònic de Catalunya.

## Descripció
Casal senyorial situat al carrer Major del nucli urbà, realitzat amb carreus regulars de mitjanes dimensions i estructurat amb planta baixa i primera planta.

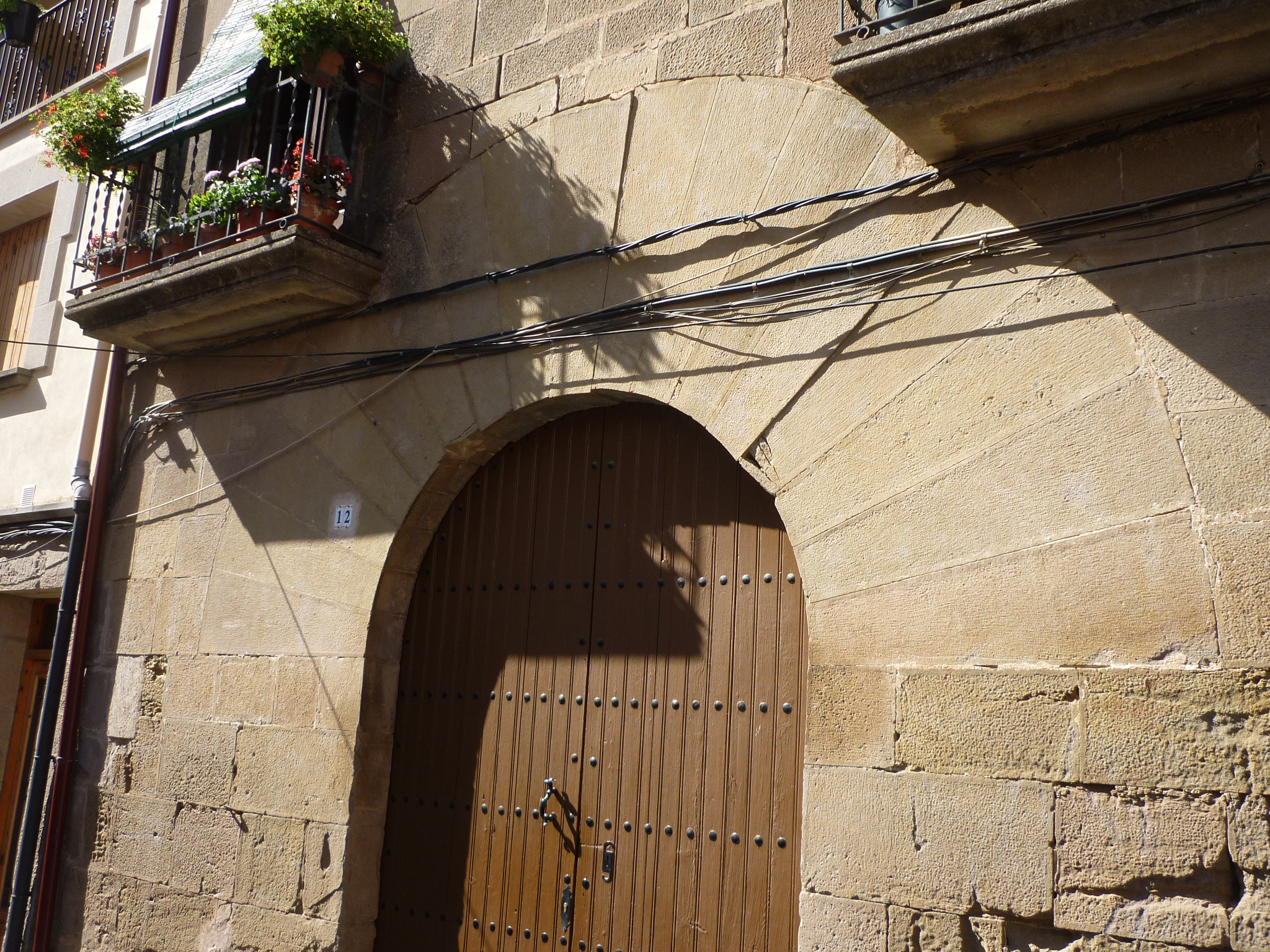
Portal adovellat

A la part inferior de la planta baixa de l'edifici hi trobem la presència d'un sòcol molt desgastat a causa de l'erosió, així com l'angle dret de la façana s'avança uns 20 cm. respecte a la façana del costat presentant el cantell arrodonit. A la planta baixa hi trobem el portal d'entrada d'arc de mig punt adovellat, parcialment mutilat per l'obertura de dos balcons posteriorment.
La primera planta presenta dos balcons, afegits posteriorment per tal d'engrandir les finestres anteriors, amb llinda superior i brancals motllurats. L'edifici queda coronat per un voladís realitzat amb bigues de fusta.